# 薩第斯

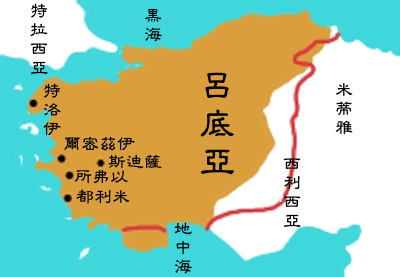
薩第斯與里底亞其他城市，如特洛伊、士每拿、米利都和以弗所的位置

薩第斯（英語：Sardis，/ˈsɑːrdɪs/，羅馬化：Sárdeis），天主教《思高聖經》譯撒爾德，是一座位於今天土耳其馬尼薩省境內的古代城市。它曾是古國呂底亞的首都，也是波斯帝國重要的城市之一，羅馬帝國資深執政官的所在地。在羅馬帝國晚期至拜占庭帝國統治時期，它亦是里底亞省的大都會之一。薩第斯也是新約聖經啟示錄提到的亞西亞的七個教會之一撒狄教會。到了19世紀，薩第斯已成為一座遺址，主要保存著羅馬時期興建的建築。

## 地理
薩第斯大約在士每拿以東72公里（45哩）處，今天剩下的遺址包括一座浴場-體育館設施、猶太教堂和一些拜占庭店舖全年開放予遊客。

## 歷史
有關薩第斯的文獻記錄可追溯至西元前472年上演、埃斯庫羅斯所作的古希臘悲劇波斯人。西元前7世紀，辛梅里安人殺死了呂底亞國王，並洗劫了薩第斯。西元前6世紀，居魯士大帝征服了薩第斯，並把波斯御道從首都波斯波利斯延伸至此為終點。 貿易和商業組織均成為了薩第斯巨大的財富來源。在西元前5世紀、在伊奧尼亞起義期間，它則被雅典人佔領並燒燬。薩第斯隨後仍由波斯統治，直至它在西元前334年向亞歷山大大帝投降為止。在希臘化時代的西元前3世紀末，薩第斯被安條克三世征服。
在羅馬帝國皇帝提庇留統治期間、西元17年發生的一場大地震，摧毀了薩第斯和其他城鎮。可是薩第斯得以重建成為城市，以後直至拜占庭帝國統治晚期，它都是小亞細亞西部的大城市之一。
西元1071年起，薩第斯和鄰近地區開始受到塞爾柱人的侵蝕。可是自1118年始，科穆寧王朝對拜占庭帝國復興的努力和塞爾柱帝國的衰退都使薩第斯保留在拜占庭的統治下。1204年，第四次十字軍東征的威尼斯人和法蘭克人佔領了君士坦丁堡後，薩第斯開始由拜占庭尼西亞帝國統治。然而，當尼西亞帝國在1261年重奪君士坦丁堡後，薩第斯就隨著整個小亞細亞被統治者忽略，這些地區不可避免的受到穆斯林滲透。最終在1306年的條約中，整個地區交由入侵的穆斯林埃米爾統治。薩第斯以後持續衰落，直至1402年被蒙古的帖木爾軍隊佔領（可能是摧毀）為止。

## 图片

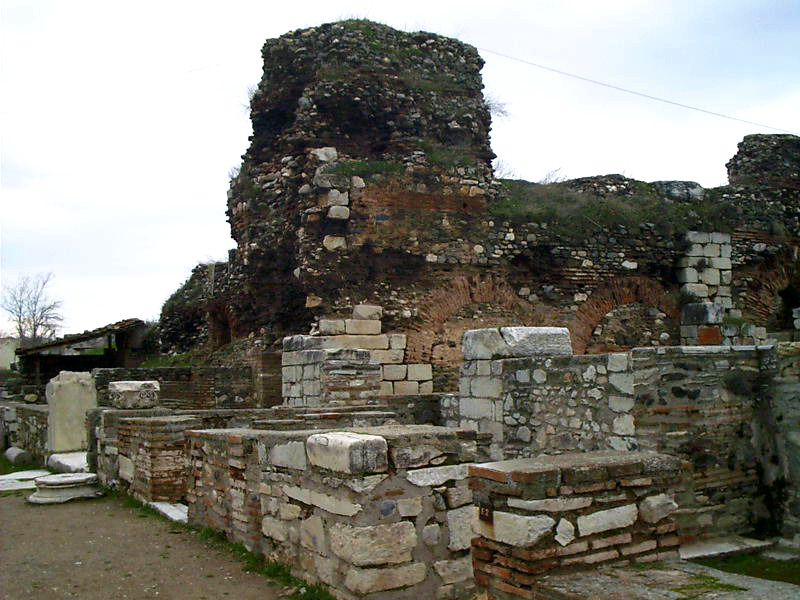
一座拜占庭店舖遺址
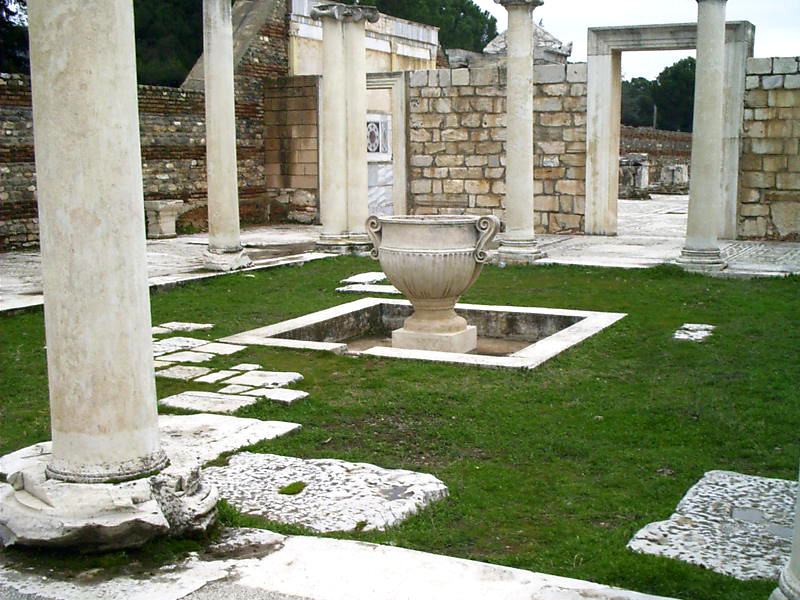
薩第斯的猶太教堂遺址
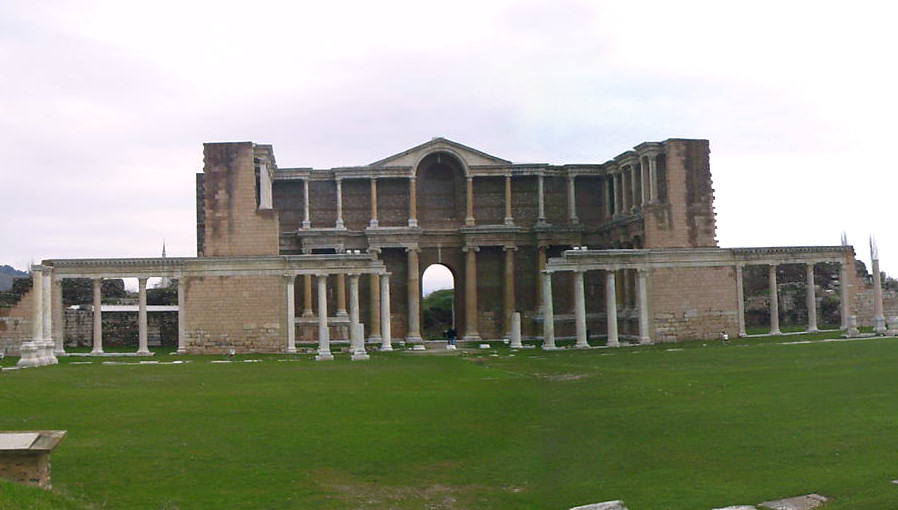
薩第斯的體育館

## 外部連結
- The Archaeological Exploration of Sardis （页面存档备份，存于）, of the Harvard University Art Museums
- The Search for Sardis, history of the archaeological excavations in Sardis, in the Harvard Magazine